# Chiesa di San Girolamo della Carità
La chiesa di San Girolamo della Carità è un luogo di culto cattolico di Roma, situato nel rione Regola, in via di Monserrato, non lontano da Palazzo Farnese. La chiesa è anche titolare della diaconia di San Girolamo della Carità.

## Storia
Secondo la leggenda, fu fondata nel IV secolo sull'area della casa della matrona Paola che aveva ospitato Girolamo; fu poi ricostruita verso il 1654 da Domenico Castelli.
Vi fu sepolto il pittore Francesco Salviati.

## Descrizione

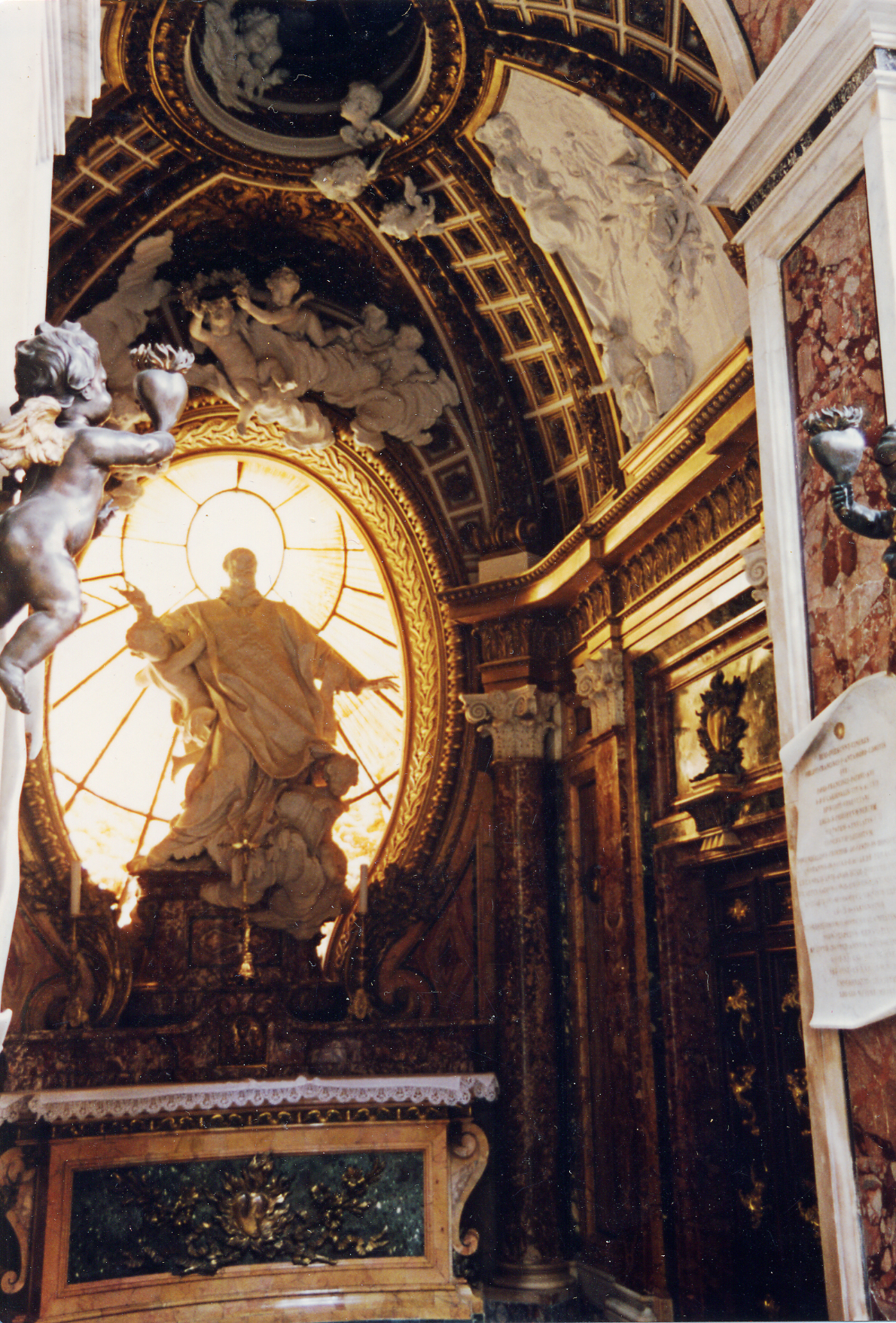
Cappella Antamoro, San Girolamo della Carità, Roma. Architettura di Filippo Juvarra, scultura di Pierre Le Gros il Giovane, 1708-1710.

La facciata è opera di Carlo Rainaldi (1660). L'interno è a navata unica, coperta da un ricco soffitto ligneo intagliato. La prima cappella a destra è la Cappella Spada, opera di Virgilio Spada, realizzata con la collaborazione di Francesco Borromini, decorata da un ricco rivestimento di diaspro e marmi preziosi, che simulano un apparato funebre, con ovali con busti di antenati e una ghirlanda di bronzo che incornicia un prezioso dipinto del XV secolo.
Sull'altare maggiore, disegnato da Carlo Rainaldi, è collocata una copia dell'Ultima comunione di San Girolamo del Domenichino, oggi alla Pinacoteca Vaticana, realizzata sull'esempio del celebre dipinto di Agostino Carracci. Tra le altre cose notevoli si segnala la cappella Antamoro (1708), unica opera romana di Filippo Juvarra, ornata dalla statua marmorea di San Filippo Neri di Pierre Legros.